# Nisáki
Nisáki är en ort i Grekland.   Den ligger i prefekturen Nomós Kerkýras och regionen Joniska öarna, i den västra delen av landet, 400 km nordväst om huvudstaden Aten. Nisáki ligger 38 meter över havet och antalet invånare är 278. Den ligger på ön Korfu.
Terrängen runt Nisáki är varierad. Havet är nära Nisáki åt sydost.  Närmaste större samhälle är Korfu, 11,9 km söder om Nisáki. 